# 옐레나 오스타펜코
옐레나 오스타펜코(라트비아어: Jeļena Ostapenko 옐레나 오스타펭코, 1997년 6월 8일~)는 라트비아의 프로 테니스 선수이다. 리가 출신이다. 2012년 15세의 나이로 프로에 데뷔하여, 2017년 20세 생일을 맞고 얼마 지나지 않아 프랑스 오픈에서 시모나 할레프를 꺾고 우승하여 큰 화제를 불러 일으켰다. 오스타펜코의 우승은 1997년 19세의 이바 마욜리 이후 최연소 우승 사례이다.
어머니 옐레나 야코블레바는 테니스 선수였고 아버지 예우게니스는 우크라이나 프로 축구 팀에서 뛰었던 축구 선수였다. 취미는 볼룸 댄스인데 그 중에서도 삼바를 제일 좋아한다고 한다.